# NGC 6676
NGC 6676 (другие обозначения — UGC 11286, MCG 11-22-54, ZWG 322.45, KUG 1833+669, IRAS18331+6655, PGC 62021) — галактика в созвездии Дракон.
Этот объект входит в число перечисленных в оригинальной редакции «Нового общего каталога».